# Sohan Singh (lekkoatleta)
Sohan Singh Dhanoa (ur. 15 lutego 1930) – indyjski lekkoatleta (średniodystansowiec), medalista igrzysk azjatyckich, dwukrotny olimpijczyk.
Na drugich igrzyskach azjatyckich w Manili (1954), Singh zdobył srebrny medal w biegu na 800 metrów. Przegrał z Japończykiem Yoshitaką Muroyą (czas Singha 1:54,6 był gorszy od zwycięzcy o 0,1 s).
Singh wystartował dwukrotnie na igrzyskach olimpijskich. Na igrzyskach w Helsinkach (1952) Singh awansował do półfinału. Zajął bowiem drugie miejsce w swoim biegu eliminacyjnym, ustanawiając przy tym rekord życiowy (1:52,0). W półfinale było jednak znacznie gorzej, gdyż zajął w swoim biegu szóste miejsce (1:54,84; 18. czas wśród 23 lekkoatletów startujących w półfinałach). Cztery lata później odpadł już w biegu eliminacyjnym, w którym zajął czwarte miejsce (1:52,57).
Rekord życiowy: Bieg na 800 metrów – 1:52,0 s (1952)